# Webergrotte

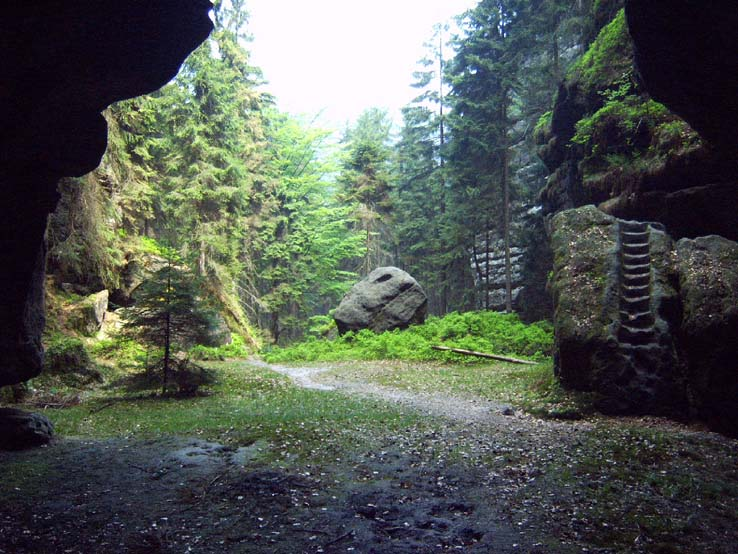
Blick aus der Webergrotte (noch ohne Geländer zum Schutz der seltenen Vegetation), rechts die Stufenreihe des ehemaligen Aufstiegs zum Fremdenweg

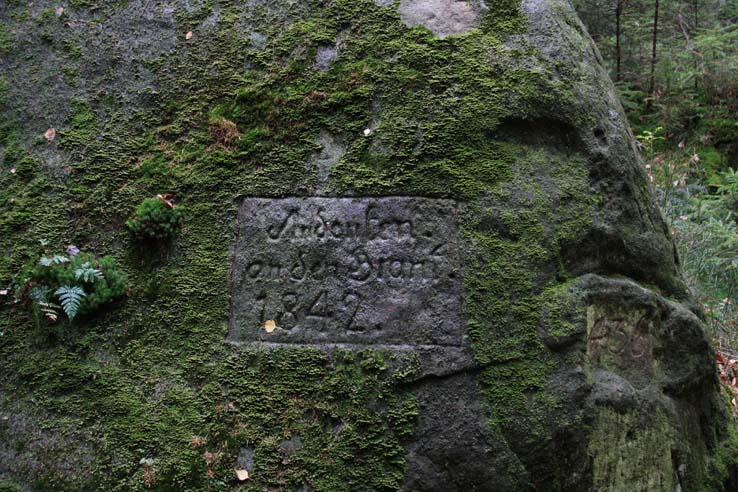
Brandstein 1842 in der Weberschlüchte, erinnert an einen Waldbrand

Die Webergrotte ist eine der größten Klufthöhlen der Sächsischen Schweiz und liegt im Gebiet des Großen Zschands in Deutschland. Sie hat eine dreieckige Grundfläche mit einer Kantenlänge von jeweils etwa 10 Metern und einer Höhe von etwa 5 Metern.

## Lage
Die Webergrotte befindet sich am Talschluss der Weberschlüchte, einer etwa 2 km langen, westlichen Seitenschlucht des Großen Zschands in der Kernzone des Nationalparks Sächsische Schweiz. Sie ist für Wanderer von der Neumannmühle in etwa 2 bis 2,5 Stunden erreichbar. Im hinteren Teil der Grotte ist ein Vorkommen von Leuchtmoos und vor der Grotte, durch ein Geländer abgesperrt, ein Vorkommen des Stängelumfassenden Knotenfußes. 

## Touristische Erschließung
Neben der forstwirtschaftlichen Nutzung der Weberschlüchte wurde bereits zu Beginn des 19. Jahrhunderts ein Wanderweg an der Grotte vorbei, über eine Stufenreihe in einem Felsblock und eine Holzleiter, um den Höhenunterschied zu überwinden, zum historischen Fremdenweg und weiter zum Prebischtor ausgebaut. Aus dieser Zeit stammt auch der Brandstein aus dem Jahr 1842, der an den Waldbrand am 31. August 1842 in diesem Gebiet erinnert.

## Heutiger Zustand
Bis Anfang 1990 war es möglich, den historischen Wanderweg zum Prebischtor zu nutzen. Mit Ausrufung des Nationalparkes Sächsische Schweiz im Jahr 1990 wurde kurze Zeit später durch Abbau der Holzleiter der Wanderweg zum Prebischtor unterbrochen und unpassierbar gemacht. Mit Einführung des Wegekonzeptes im Nationalpark dürfen in der Kernzone nur noch markierte Wanderwege benutzt werden. Damit die Webergrotte weiterhin erreichbar ist, wurde die Weberschlüchte ab dem Großen Zschand als Bergpfad markiert. 

## Sonstiges
Die Legende, dass sich Carl Maria von Weber von der Webergrotte und der Weberschlüchte zu seiner Oper Der Freischütz hat inspirieren lassen, ist nicht belegt.